# Luis Concepción
Luis Concepción (* 6. Oktober 1985 in Panama-Stadt, Panama) ist ein panamaischer Boxer im Fliegengewicht.

## Profikarriere
Im Jahre 2006 begann er erfolgreich seine Profikarriere. Am 5. September 2009 boxte er gegen Omar Salado um die WBA-Interims-Weltmeisterschaft und gewann durch technischen K. o. in Runde 12. Diesen Titel verteidigte er insgesamt dreimal. Im Januar 2011 wurde dem Normalausleger der volle Weltmeister-Status zugesprochen.
Allerdings verlor Concepción den Gürtel bereits in seiner ersten Titelverteidigung im April desselben Jahres gegen den mexikanischen Rechtsausleger Hernan Marquez durch T.K.o. in der vorletzten Runde.